# Lobo (Dell Comics)
Lobo es una serie de historietas del Oeste, publicada por la editorial Dell Comics, cuyo protagonista homónimo fue el primero de origen afroamericano en Estados Unidos.

## Publicación
Esta serie de western de Dell Comics' poco conocida pero innovadora, constó de dos capítulos Lobo (diciembre de 1965 y septiembre de 1966), también listado como Dell Comics #12-438-512 and #12-439-610 en el peculiar sistema de numeración de la compañía, y fue creada por un escritor desconocido y dibujada por Tony Tallarico.

## Argumento
Crónica de las aventuras en el Lejano Oeste de un héroe pistolero afroamericano rico y anónimo llamado "Lobo" por el antagonista del primer número. En las frentes de los criminales vencidos, Lobo deja como tarjeta de visita una moneda de oro impresa con la imagen de un Lobo y una "L".

## Antecedentes
Mientras el predecesor de la década de 1950 de Marvel Comics, Atlas Comics incluyó "Waku, Príncipe de los Bantu" — un artículo raro protagonizado por un jefe africano en África, sin personajes europeos — en su serie de siete números de omnibus Jungle Tales (Sept. 1954 - Sept. 1955), fue una de los cuatro historias regulares en cada número, y no la protagonizaba un afroamericano. No habría otro afroamericano que protagonizara su propia serie de cómics hasta 1973 en Jungle Action, protagonizado por Black Panther de la Marvel (el primer superhéroe negro, presentado en julio de 1966).